# Médula (botánica)

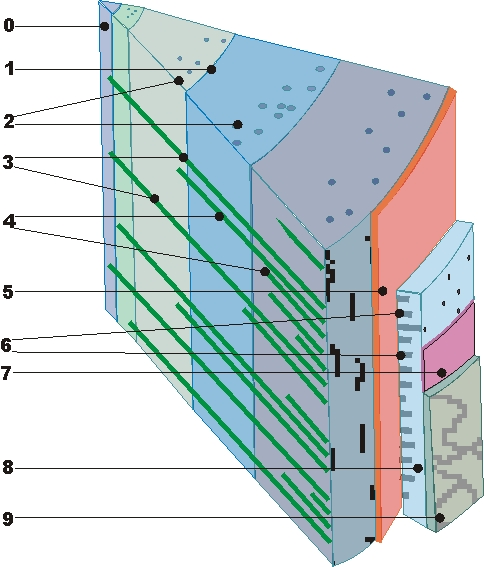

En botánica, la médula maderea es el tejido blando que constituye el interior de algunos tallos y talos.
En los tallos de las dicotiledóneas, gimnospermas y en algunos pteridófitos, la médula está constituida por un parénquima que ocupa la parte interna del tallo, limitado al exterior por hacecillos vasculares. Con frecuencia es un tejido muy liviano y en ocasiones puede reabsorberse y formar una cavidad central hueca.
En las talofitas, simplemente es un tejido más laxo que la parte exterior del tallo.